# خون‌رسانی (فیلم)
خون‌رسانی (به انگلیسی: Bloodmatch) فیلم سینمایی آمریکایی در ژانر هنرهای رزمی محصول سال ۱۹۹۱ میلادی به کارگردانی آلبرت پایون است.

## بازیگران
- توم متیوس - آجر باردو
- ماری کارلتون - کانی فرشته
- ماریان تیلور - مکس ماندوک
- بنی ارکیدز - بیلی مونوز
- دیل جاکوبی - برنت کالدول
- تندر گرگ - مایک جانسون
- جیسون بروکس - استیو بوسکومو
- هکتور پنه - سام گیتی
- پیتر کانینگهام - دوین رایان
- پاتریک Outlaw باکلی - واکر استیونز
- وینسنت کلین - کارل کوبا
- میشل قیسی - دیوی اوبراین
- کریستین اندروز - جک کلی